# Rue du Grand-Prieuré
La rue du Grand-Prieuré est une voie du 11e arrondissement de Paris, en France.

## Situation et accès
La rue du Grand-Prieuré est une voie publique située dans le 11e arrondissement de Paris. Elle débute au 27, rue de Crussol et se termine au 18, avenue de la République.

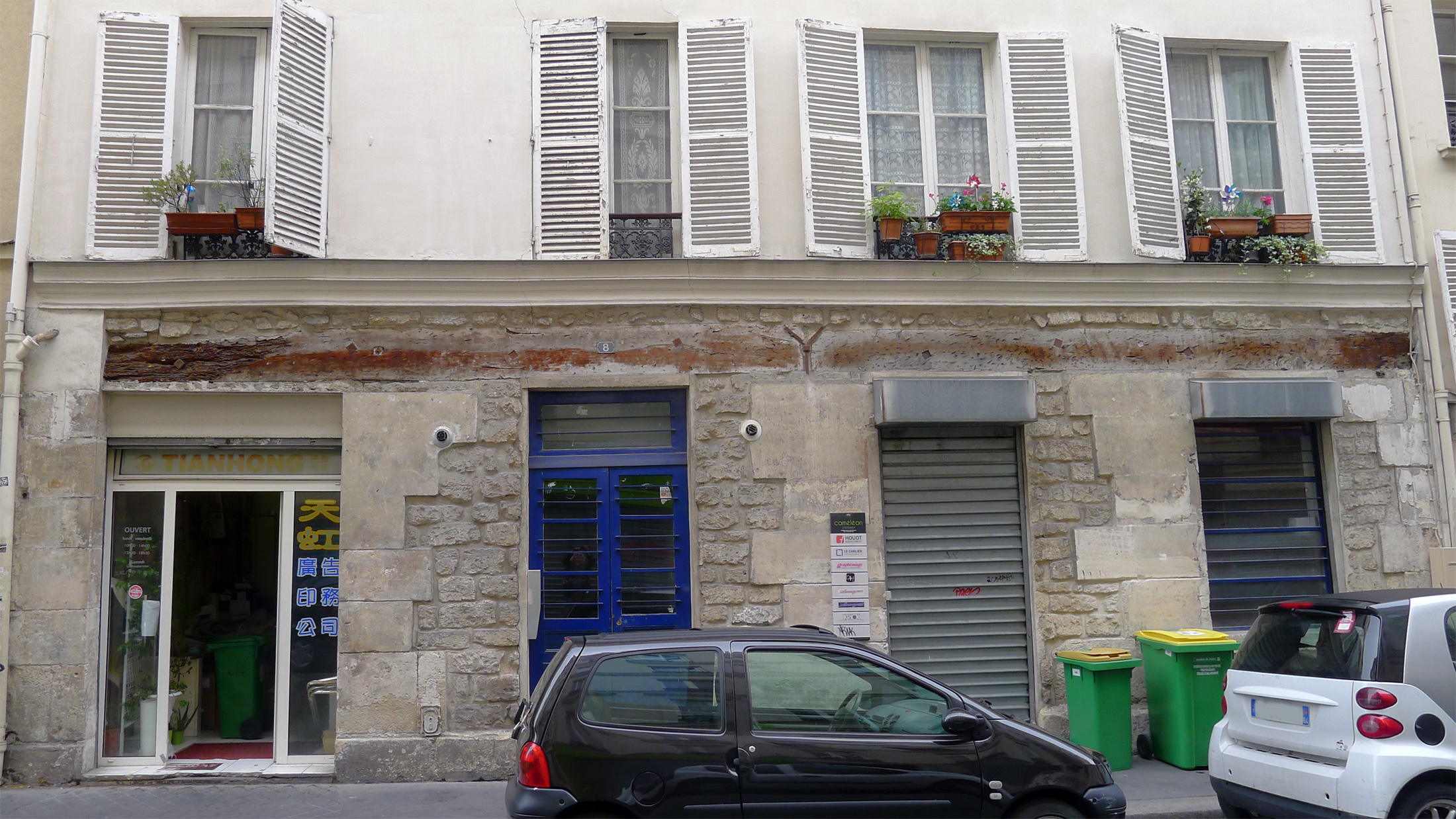
No 8 : vieille maison avec poutre apparente.

## Origine du nom
Elle porte ce nom car elle est ouverte sur des terrains appartenant au prieuré hospitalier du Temple.

## Historique
Cette voie autorisée par lettres patentes du 13 octobre 1781 ne fut ouverte qu'en 1783 dans le lotissement des terrains du Marais du Faubourg du Temple sous le nom de Nouvelle Ville d'Angoulême. Elle reste très peu construite jusque dans les années 1820, son urbanisation datant des années suivant l'ouverture en 1826 du canal Saint-Martin à proximité.